# Gianluca Petrella
Gianluca Petrella (né le 14 mars 1975 à Bari, dans les Pouilles) est un tromboniste italien.

## Biographie
Il est internationalement considéré comme l'un des meilleurs jeunes trombonistes de jazz. En 2001 il gagne le  Django d’Or en Italie.
En 2005 il remporte le referendum Top Jazz (du magazine spécialiséMusica Jazz) comme meilleur joueur de jazz italien de l'année.
En 2006 et 2007 il gagne  dans la catégorie Meilleur Artiste Émergeant, la récompense du Meilleur Tromboniste.
Il commence sa carrière  avec Roberto Ottaviano en 1993, peu après avoir obtenu brillamment son diplôme du conservatoire de Bari. Il a travaillé avec de nombreux artistes internationaux comme Joey Calderazzo, Jimmy Owens, Greg Osby, Carla Bley, Pat Metheny, Marc Ducret, Manu Dibango, Nicola Conte, Bobby Previte et Enrico Rava.
Son projet le plus abouti est  Indigo 4, avec Paolino Dalla Porta, Francesco Bearzatti et Fabio Accardi avec lesquels il enregistre aussi Kaleido (l'album a obtenu une nomination aux Italian Jazz Awards de 2009). Blue Note est leur maison de disques .  Ces deux albums ont été bien acceptés par la critique.
Les influences les plus remarquables sont Thelonius Monk, Duke Ellington et Sun Ra.